# Francis Quarles

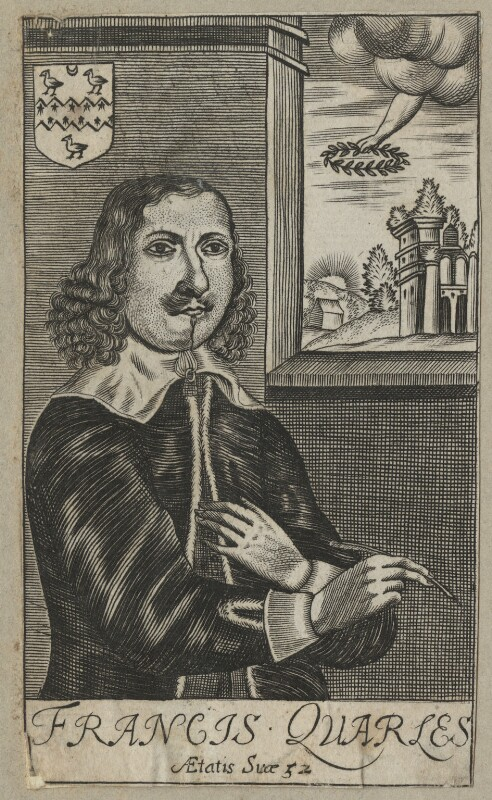
Francis Quarles; postumer Stich nach William Faithorne und William Marshall (National Portrait Gallery, London)

Francis Quarles (* 8. Mai 1592 in Romford, England; † 8. September 1644 vermutlich in London) war ein englischer Dichter und Emblematiker. Gemessen an der Auflagenzahl seiner Werke, besonders der beiden beliebtesten, des Gedichtbandes Emblemes und der Aphorismensammlung Enchyridion, gilt er seinem Biografen Karl Josef Höltgen zufolge als der „populärste englische Dichter des 17. Jahrhunderts“. Die Zeit seines Wirkens fällt größtenteils in die politisch und religiös unruhige Regierungszeit Karls I., mit dessen Politik und den daraus erwachsenden gesellschaftlichen Konsequenzen Quarles sich in seinen Werken kritisch auseinandersetzte.
Sein Werk umfasst verschiedene literarische Gattungen, sowohl Dichtung als auch Prosa. Inhaltlich beschäftigte Quarles sich vor allem mit religiösen Themen. Bereits in seinen frühen religiösen Dichtungen verwendete er an die antike Mythologie angelehnte Allegorien, um seine theologischen Anliegen auszudrücken. In seinen späteren Werken stellte er politische, gesellschaftliche und religiöse Missstände seiner Zeit oft satirisch dar und rief damit sowohl zur Hinwendung zu Gott als auch zur Überwindung der Spaltung der Gesellschaft auf. Zwar verteidigte er das Gottesgnadentum des Königs und stand somit den Royalisten politisch nahe, trat aber gleichzeitig für die religiösen und sozialen Anliegen der Puritaner ein. Seine Schriften waren daher bei Puritanern und Anhängern der anglikanischen Staatskirche gleichermaßen beliebt.
Als „Autor, der gerade die populären Stiltendenzen seiner Zeit in besonders charakteristischer Weise verkörperte“, galt er im Klassizismus und in der aufkommenden Aufklärung als „altmodischer Puritaner“. Für Alexander Pope war er gar der „Prototyp des schlechten Poeten“. Zwar wurden einige seiner Schriften, besonders die als Erbauungsbuch beliebten Emblemes, noch bis ins 19. Jahrhundert hinein vielfach nachgedruckt und viel gelesen, mit der Ausbreitung des aufgeklärten Gedankenguts in großen Teilen der Gesellschaft und dem sich wandelnden Geschmack gerieten Quarles und seine Werke jedoch in Vergessenheit. Nur einzelne Gedichte wurden in Anthologien aufgenommen.

## Leben

### Familie
Quarles stammte aus einer dem niedrigen Adel zugehörigen Familie. Er wurde als dritter Sohn von insgesamt acht Kindern des Magisters und königlichen Marinebeamten James Quarles († 1599) und dessen Ehefrau Joan, geborene Dalton († 1606), in Romford (heute London Borough of Havering) in der Grafschaft Essex geboren und am 8. Mai 1592 getauft. Seine Mutter besaß ein Gut in Hertfordshire. Sie war eine überzeugte Puritanerin, die 1589 mit dem Gesetz in Konflikt geraten war, weil sie eine Dienerin ohne die vorgeschriebenen Zeremonien der anglikanischen Staatskirche hatte bestatten lassen.
Sein ältester Bruder Robert (1580–1639) erbte den Herrensitz der Mutter, war als Friedensrichter und Parlamentsabgeordneter tätig und wurde um 1607 von König Jakob I. zum Ritter geschlagen. Seine Schwester Priscilla heiratete 1605 Baronet John Dryden, den Onkel des gleichnamigen Dichters, starb aber nicht lange danach. Dryden war ab 1640 Mitglied im Langen Parlament, ebenso wie der Sohn von Quarles’ Patenonkel Sir Francis Barrington, Thomas Barrington, mit dem Quarles zeitlebens ein gutes Verhältnis pflegte.

### Jugend und erste Schaffensjahre
Ausgestattet mit Legaten aus dem Erbe seiner Eltern studierte der früh verwaiste Francis Quarles von 1605 bis zu seiner Graduierung im Januar 1609 zusammen mit seinem älteren Bruder James am Christ’s College der Universität Cambridge, dessen Lehre von Puritanismus und Ramismus geprägt war. Am 25. Juni 1610 trat er, wiederum zusammen mit James, in Lincoln’s Inn in London ein, wo er gemeinsam mit anderen Gentlemen eine juristische Ausbildung genoss, vor allem aber kulturelle und literarische Anregungen erhielt. Nach der Hochzeit der Prinzessin Elisabeth Stuart mit Kurfürst Friedrich V. von der Pfalz im Frühjahr 1613 gehörte er zum Gefolge des königlichen Gesandten Thomas Howard, 21. Earl of Arundel, der die junge Ehefrau nach Heidelberg begleitete. Während Arundel eine längere Reise durch Europa anschloss, kehrte Quarles zusammen mit Robert Sidney und anderen Adligen im Sommer 1613 zurück. Sidney widmete er 1620 sein erstes Buch A Feast for Wormes. Möglicherweise war er es, der ihn ermutigte, eine literarische Laufbahn einzuschlagen. Dafür spricht auch, dass Quarles für seine Versromanze Argalus and Parthenia als Vorbild Arcadia von Philip Sidney, dem 1586 jung verstorbenen Bruder des Earls von Leicester, wählte.
Wie Quarles die folgenden Jahre verbrachte, ist nicht bekannt. Ob er die 1615 erteilte Erlaubnis zu einer weiteren Auslandsreise nutzte, ist unsicher, denn sein Werk erlaubt keine Rückschlüsse auf Reiseerfahrungen.

Titel der Neuauflage von Quarles’ erstem Werk A Feast for Wormes (1620) über den Propheten Jona

Nachdem Quarles 1617 ein Haus im Londoner Kirchspiel St. Vedast gekauft hatte, heiratete er, inzwischen im Range eines Esquire, am 28. Mai 1618 in St. Andrews in Holborn die noch nicht ganz 17-jährige Ursula Woodgate († 1652). Ab etwa 1621 lebte das Ehepaar in Stapleford, Hertfordshire, wo zwischen 1622 und 1625 drei Kinder getauft wurden. Insgesamt hatten sie achtzehn Kinder, von denen mindestens die Hälfte in der Kindheit starb. Anstatt entsprechend seiner juristischen Ausbildung einem Beruf nachzugehen, lebte Francis Quarles vom Erbe seiner Eltern und den Erträgen seines Landbesitzes und widmete sein Leben seiner Frömmigkeit und der Bildung. In den Jahren nach der Eheschließung veröffentlichte er bis 1626 seine ersten fünf religiösen Dichtungen, Nacherzählungen biblischer Geschichten.
Am 22. April 1626 brachte er zusammen mit drei weiteren Geschäftsleuten, darunter William Luckyn (1594–1658/60), wie er Mitglied von Lincoln’s Inn, im Oberhaus einen Gesetzentwurf für ein Patent für eine neue Methode der Salpetergewinnung ein, mit dem der Aufbau gewinnträchtiger Salpeterfabriken ermöglicht werden sollte. Zwar scheiterte dieses Vorhaben, doch schloss Quarles etwa zur selben Zeit Bekanntschaft mit James Ussher, dem gelehrten Primas der protestantischen Kirche von Irland. Er trat als Sekretär in dessen Dienste und begleitete ihn mit seiner Familie nach Irland. Dabei profitierte er von Usshers umfassender Gelehrsamkeit und übernahm von ihm auch die Praxis der geistlichen Meditation, die für seine späteren Werke entscheidend wurde. In Dublin erschien 1629 die in Verse gebrachte Romanze Argalus and Parthenia, die im Gewande einer abenteuerlichen Geschichte den Sieg der Liebe und Treue über den Tod feierte. Gewidmet war das Werk Henry Rich, 1. Earl of Holland. Die von dem einflussreichen königlichen Günstling erhoffte Unterstützung blieb jedoch aus.

### Erfolge und politische Wirren
Um 1630 kehrte Quarles mit seiner Familie nach England zurück und lebte zunächst an wechselnden Orten. Zwei 1630 und 1633 geborene Kinder sind in St Dunstan-in-the-West in London im Taufregister eingetragen. Offensichtlich litt Quarles unter finanziellen Schwierigkeiten, wie eine Petition an den König 1631 erahnen lässt. Diese und die Widmung der Divine Poems, einer Gesamtausgabe seiner geistlichen Dichtungen, an den König brachten ihm möglicherweise die Anwartschaft auf Einnahmen aus den Tabakimport nach Irland ein, wobei unklar ist, ob er die Pfründe wirklich bekam.
Spätestens 1633 ließ er sich mit seiner Familie in Roxwell in Essex nieder als Nachbar oder möglicherweise Mieter im Hause seines Geschäftsfreundes Baronet William Luckyn, der 1637/38 Sheriff von Essex war. Dort freundete er sich mit den Dichtern Phineas Fletcher und Edward Benlowes (auch Bendlowes, 1603–1676) an. Im Register der Kirche von Roxwell sind zwischen 1633 und 1638 die Taufe von vier und die Beerdigung von zwei Kindern verzeichnet.

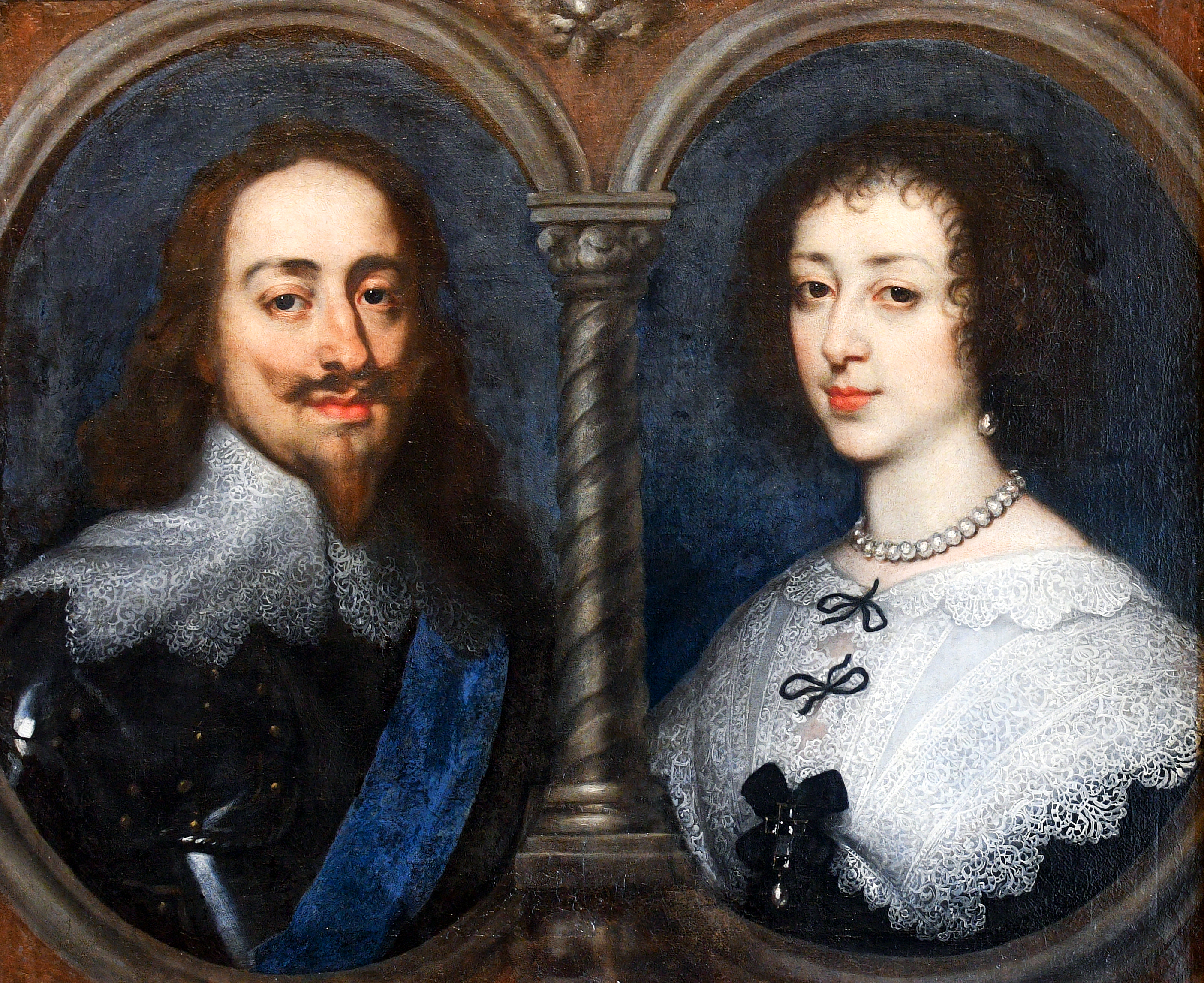
Anthonis van Dyck: Doppelporträt von Karl I. und Maria Henrietta, Öl auf Leinwand (vor 1632)

1629 hatte König Karl I. das Parlament aufgelöst und regierte als absoluter Herrscher mit Unterstützung seiner Berater Thomas Wentworth, 1. Earl of Strafford, und William Laud, dem Bischof von London. Laud versuchte, in der anglikanischen Kirche eine strenge Hierarchie durchzusetzen und eine dem Katholizismus angenäherte einheitliche Liturgie einzuführen. Erstmals seit der Reformation wurden in England wieder Kirchen gebaut und bestehende Kirchen mit neuer Ausstattung versehen. Sowohl die einflussreichen Puritaner als auch die presbyterianische Kirche von Schottland lehnten Lauds Kirchenpolitik ab. Auch Quarles äußerte in seinen Divine Fancies von 1632 Kritik daran. Mit diesem Werk machte er sich einen Namen als Epigramm-Dichter. Offener gegen die Missstände in Land und Kirche sprach er sich in den zur selben Zeit verfassten zehn Eklogen der Shepheards Oracles aus, in denen er die Schäferdichtung allegorisch und satirisch für politisch-kirchliche Zeitkritik verwendete. Darin befürwortete Quarles ganz im Sinne von Ussher eine Kirchenreform, die einen Mittelweg zwischen hochkirchlichem Absolutismus und radikal sozialrevolutionärem Puritanismus nach frühchristlichem Vorbild darstellt. Die Shepheards Oracles wurden jedoch erst 1646, zwei Jahre nach seinem Tod, von dem Verleger John Marriot herausgegeben.

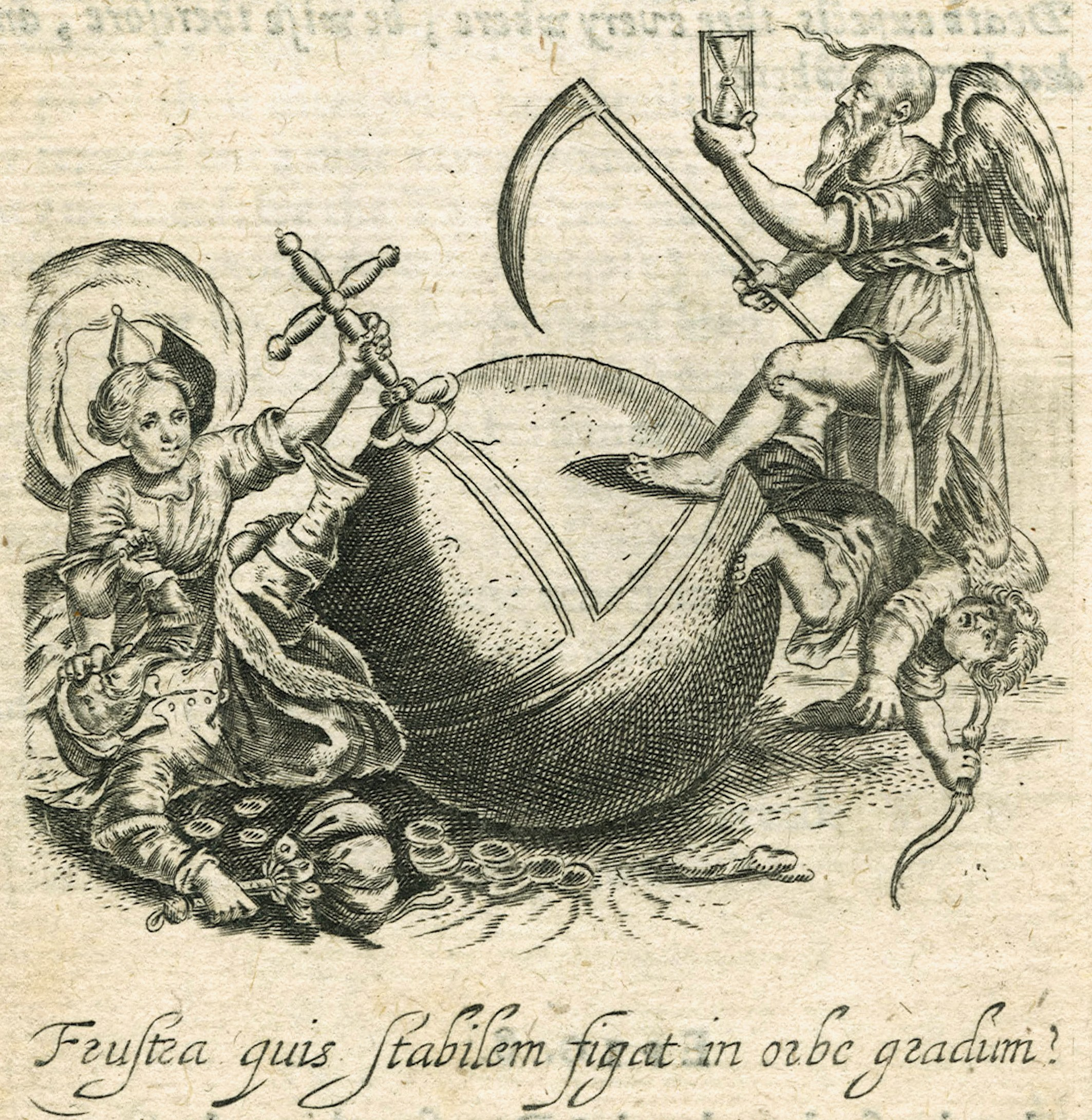
Emblem (Vergänglichkeit des irdischen Glücks) aus der Erstausgabe von 1635: Frustra quis stabilem figat in orbe gradum? (frei übersetzt: „Vergeblich, wer festen Tritt auf der (Erd-)Kugel sucht?“)

In Roxwell verfasste Quarles mit Emblemes das Werk, das seinen dauernden Ruhm begründete. Das Buch erschien 1635 in erster Auflage. Den großen Erfolg dieses mit emblematischen Bildern versehenen Gedichtbandes setzte er 1638 mit Hieroglyphics of the Life of Man fort. Dieser schmale Band war „Mary, Countess of Dorset“ (1585–1645) gewidmet, der Ehefrau von Edward Sackville, 4. Earl of Dorset, Kammerherr der Königin Henrietta Maria, und Gouvernante der königlichen Kinder. In seiner Widmung dankte Quarles ihr für ihre großherzige Unterstützung.

### Wirtschaftliche Probleme
Zwischen der Beerdigung des dreijährigen Sohns Edward in Roxwell am 26. Mai 1638 und der Taufe eines weiteren Sohns in Terling am 13. Januar 1640 verließ er mit seiner Familie Roxwell und zog nach Terling bei Chelmsford in Essex, wo die beiden jüngsten Kinder getauft wurden. Die dortige Gemeinde war auch nach Vertreibung zweier Pastoren nach Neuengland durch Lauds Kirchenpolitik dem Puritanismus treu geblieben, und der neue Pastor John Stalham entwickelte sich unter ihrem Einfluss zum Anhänger Oliver Cromwells. In der Umgebung führte der Zorn über die Auflösung des Kurzen Parlaments 1640 zur Zerstörung von als „papistisch“ angesehenen Büchern, darunter auch das Book of Common Prayer, von liturgischen Gewändern und den von Laud eingeführten Kircheneinbauten wie etwa Altarschranken. Quarles teilte zwar die Frömmigkeit der Puritaner, lehnte aber jede Auflehnung gegen die Obrigkeit ab. In Terling verfasste er 1639 die Aphorismensammlung Enchyridion, die er Usshers Tochter zur Hochzeit widmete. Auch dieses Werk erfreute sich großer Beliebtheit sowohl bei Puritanern als auch bei Royalisten.
Mit dem Druck einer Sammelausgabe seiner beliebtesten Schriften Emblemes und Hieroglyphikes hatte Quarles sich jedoch finanziell übernommen. Zudem zahlte sein Schwiegersohn Euseby Marbury ein Darlehen nicht zurück. Trotz einer kleinen Pfründe als Londoner Stadtchronist, die der König ihm 1639 verliehen hatte, war Quarles hoch verschuldet. Vergeblich versuchte er 1641 die Rechte an Emblemes und Hieroglyphikes zurückzuerhalten, nachdem seine Gläubiger die Druckplatten als Sicherheit für eine unbezahlte Schuld von 30 Pfund, was in etwa seinem jährlichen Einkommen als Stadtchronist entsprach, einbehalten hatten. Quarles verlor den Prozess. Die Verleger John und Richard Marriot konnten die Werke nun zu eigenem Vorteil herausbringen und warfen anschließend mit neuen Druckplatten eine ganze neue Auflage von dreitausend Exemplaren auf den Markt.
Möglicherweise auch aus finanziellen Gründen verfasste er um 1640 sein einziges dramatisches Werk, die Komödie The Virgin Widow, in der er im Rahmen einer etwas verwirrenden höfischen Handlung für die Einheit von Kirche, Parlament und König warb, die durch die Vorgänge im Zusammenhang mit den Bischofskriegen in Frage gestellt wurde. Das Schauspiel wurde vermutlich privat im Hause der Quarles persönlich nahestehenden, mit Cromwell verwandten, puritanischen Familie Barrington in Hatfield Broad Oak aufgeführt, denn öffentliche Theateraufführungen waren bei den Puritanern verpönt und ab 1642 auch verboten. Weitere Aufführungen sind nicht dokumentiert.

### Bürgerkrieg und Tod
1642 brach der Bürgerkrieg aus. Quarles, dessen Schriften sowohl bei Puritanern und Independents als auch bei Anhängern der episkopalen anglikanischen Kirche beliebt waren, stand nun als Freund führender Puritaner wie Thomas Barrington und gleichzeitig Verteidiger der gottgegebenen Stellung des Königs zwischen den Fronten. Dabei sprach er sich jedoch nicht für die Person und politischen Handlungen Karls I. aus, sondern verteidigte allein die Ordnungsfunktion der Monarchie gegen den Anarchismus. Mit dem zweiten, politischen Teil des Enchyridion (1641) und Observations concerning Princes and States upon Peace and Warre (1642) erteilte er dem König in allgemeine Weisheiten verpackt Ratschläge.
Aus dem puritanischen Terling begab er sich ins königliche Hauptquartier Oxford, wo er die drei 1644 publizierten Schriften The Loyall Convert, The Whipper Whipt und The New Distemper verfasste. Quarles stellte sich eindeutig auf die Seite des Königs, dessen gottgegebene Macht er biblisch begründete. Anders als die meisten anderen Verfasser royalistischer Propaganda diffamierte aber er nicht die Gegner, sondern kritisierte auch den König und dessen Ratgeber und warb um Verständigung der verfeindeten Parteien. Quarles veröffentlichte seine politischen Werke anonym und bezeichnete sich im Vorwort von The Loyall Convert, das am 1. April 1644 und damit als einzige der drei Streitschriften vor dem Tod des Verfassers im Druck erschien, als „no Papist, no Sectarie, but a true Lover of Reformation and Peace“. Trotz aller Bemühungen Quarles’, die Gemeinsamkeiten von Puritanern und Anglikanern herauszustellen, unterstellte eine puritanische Gegenschrift dem Verfasser gefährliche jesuitische Tendenzen und hielt ihn für die Inhaber einer kirchlichen Pfründe, dem es nur um den Erhalt seiner sicheren Einkünfte ginge. Die drei politischen Schriften wurden nach Quarles’ Tod als Sammelband unter dem Titel The Profest Royalist: His Quarrell with the Times herausgegeben.

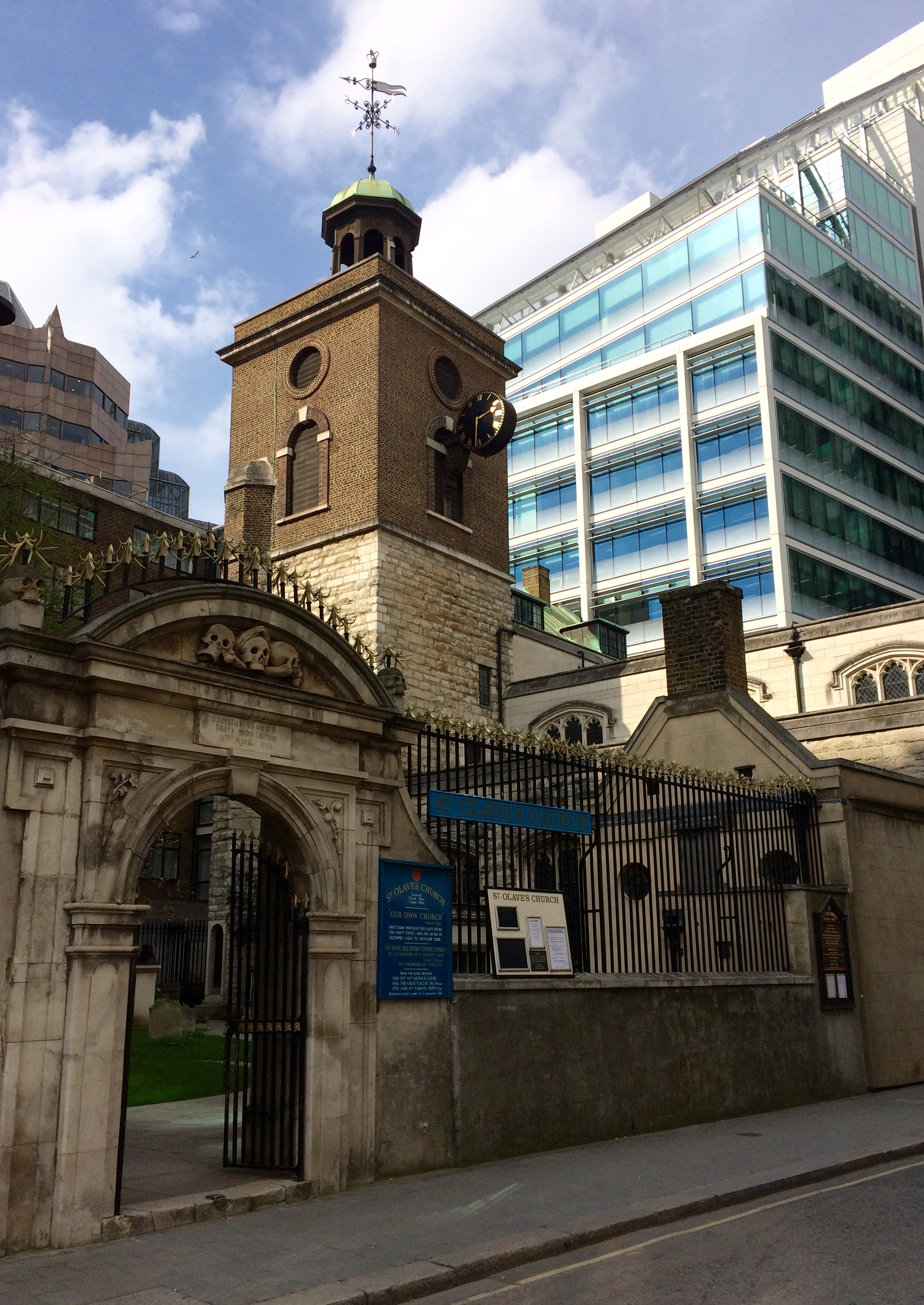
Auf dem Friedhof von St Olave Hart Street, London, wurde Quarles begraben.

Wohl im Mai 1644 verließ Quarles das belagerte Oxford und lebte entweder in Terling oder in London. Im Sommer desselben Jahres wurde er durch eine anonyme, vermutlich vom Terlinger Pastor Stalham verfasste Petition des Papismus verdächtigt. Gegen den fanatischen Puritaner Stalham und dessen Anhänger richtete sich The New Distemper, das aber erst nach Quarles’ Tod veröffentlicht wurde. Das Lange Parlament, zu dessen Mitgliedern auch Freunde und Verwandte von Quarles gehörten, ordnete die Durchsuchung seines Hauses an. Verdächtige Schriften wurden beschlagnahmt und verbrannt. Nach Aussagen seiner Witwe verursachte der Schock über diese Anklage seinen frühen Tod am 8. September 1644. In seiner letzten Krankheit lehnte er den Beistand eines katholischen Arztes ab, um jeden Verdacht von sich zu weisen. Drei Tage später wurde er auf dem Friedhof der St.-Olave-Church in London begraben.

### Schicksal der Familie
Ursula Quarles, die mit neun Kindern mittellos zurückblieb, prozessierte vergeblich um die Rechte an den bereits veröffentlichten Schriften und den beschlagnahmten Manuskripten ihres Mannes. Der postumen Ausgabe von Solomon’s Recantation gab der Verleger Richard Royston eine von ihr verfasste Short Relation Of the Life and Death of Mr. Francis Quarles bei, in der sie auch darstellte, wie sein Glaube an Gott und seine Bemühungen um die Einheit der Church of England für ihn immer an erster Stelle gestanden hätten, noch vor der Liebe zu König und Vaterland und der erst an letzter Stelle stehenden Familie, die er durch die nachgelassenen Manuskripte hatte versorgen wollen. Die Einnahmen der aus den sich weiterhin sehr gut verkaufenden großen Auflagen behielten dann jedoch allein die Verleger. Ursula Quarles appellierte deshalb 1645 an den Court. Ihrer Petition ist eine Liste der Werke beigegeben, die ihr Mann zum Zeitpunkt seines Todes im Haus hatte. Sie starb Mitte November 1652 in Southwark und wurde am 22. November 1652 auf dem Friedhof der St.-Saviour-Kirche beigesetzt.

### Nachkommen
Der 1625 geborene Sohn John, der seit 1643 in Oxford studierte, kämpfte 1646 bei der Belagerung der Stadt, in die König Karl II. sich zurückgezogen hatte, auf der Seite der Royalisten. Nach deren Niederlage wurde er aus England verbannt und ging nach Flandern, wo er 1648 sein erstes Buch Fons Lachrymarum, or, A fountain of tears from whence doth flow Englands complaint, Jeremiah’s lamentations paraphras’d, with divine meditations (Fons Lachrymarum oder Eine Quelle der Tränen, von der Englands Klage fließt, Jeremias' Klage paraphrasiert, mit göttlichen Meditationen) veröffentlichte. Im folgenden Jahr verfasste er einen Klagegesang auf den hingerichteten König. Zu seinen weiteren Werken gehörten eine Fortsetzung von Argalus and Parthenia und eine Totenklage auf Ussher. An den Erfolg seines Vaters konnte er nicht anknüpfen. Ab etwa 1650 lebte er, anfangs zusammen mit seiner Mutter, in Southwark, in dessen Kirche er in den 1650er Jahren mehrere Kinder taufen ließ, und starb 1665 an der Pest.
Die wahrscheinlich älteste Tochter Frances (1619–1650) heiratete 1636 den Magister und Rektor Euseby (Eusebius) Marbury (* 1603), dessen nicht zurückgezahltes Darlehen Quarles in große Schwierigkeiten brachte. Sie lebte auch nach der Hochzeit bei oder in der Nähe ihrer Eltern, denn mehrere ihrer Kinder sind in den Kirchenbüchern in Roxwell bzw. Terling verzeichnet. Joanna (* 1633) schloss sich vermutlich nach dem Tod der Mutter auswandernden Puritanern an und heiratete 1654 in Boston. Über das Schicksal der übrigen Kinder ist nichts bekannt.

## Werk
Quarles’ Werk umfasst sowohl inhaltlich als auch stilistisch ein weites Feld. Nachdem seine ersten Werke in den 1620er Jahren religiöse Dichtungen fast epischer Breite waren, wandte er sich zu Beginn der 1630er Jahre kürzeren Formen zu. Ab 1640 erstanden vor allem Prosawerke. Zwar behandelt der Großteil seiner Werke religiöse Themen, doch verfasste er auch Elegien über Verstorbene, darunter seinen Bruder Robert Quarles und seinen Taufpaten Francis Barrington, und am Ende seines Lebens einige politische Pamphlete. Aufgrund seines frühen Todes erschienen mehrere seiner Werke erst postum. Ein Teil seines Werkes, zumindest die bei der Hausdurchsuchung 1644 verbrannten Manuskripte und die von seiner Witwe genannte Londoner Chronik, wird als verloren anzusehen sein. Eine handschriftliche Abschrift einer nicht publizierten Nachdichtung der ersten acht Psalmen fand Höltgen 1992 in der Nottingham University Library, wohin sie aus der Bibliothek der Welbeck Abbey gelangt war, die zu Quarles’ Lebzeiten William Cavendish, 1. Duke of Newcastle, gehört hatte. Dabei handelt es sich möglicherweise um die Psalmendichtung, die Ursula Quarles in ihrer Petition von 1645 unter den beim Tod ihres Mannes vorliegenden Manuskripten aufzählte, oder zumindest um einen Teil davon.

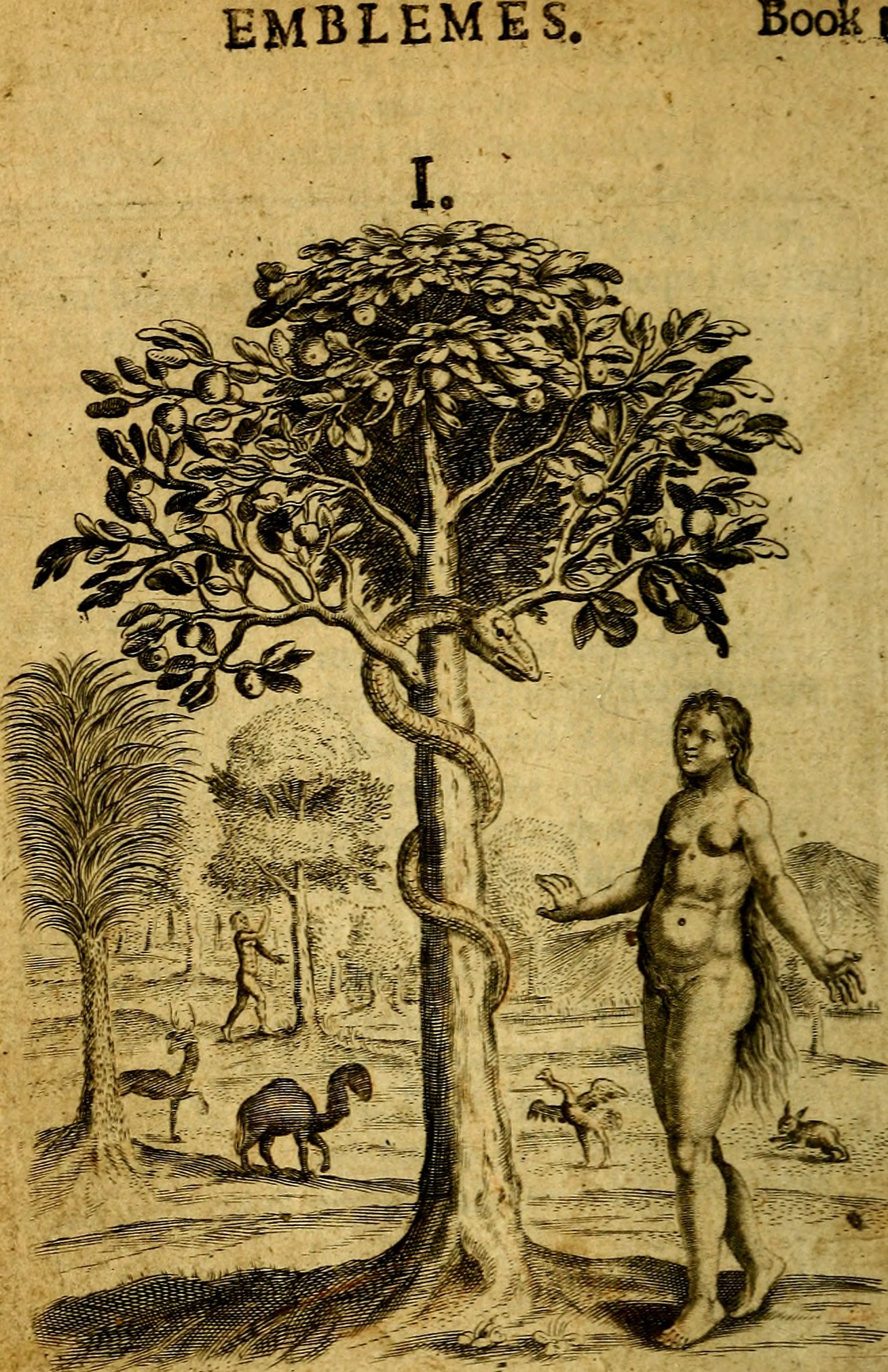
Eva und die Schlange, das erste Emblem (Emblemes, 1635)

Häufig verwendete Quarles die eigentlich dramatischen Stilelemente Monolog und Dialog auch in Werken anderer Stilgattungen. So diskutiert in Emblemes Eva im Gedicht zum ersten Emblem mit der Schlange, die Seele führt Selbstgespräche, und Whipper Whipt, eine der politischen Schriften seines letzten Lebensjahres, ist im Stil eines sokratischen Gesprächs gehalten.
Auch wenn sich bei Quarles Themen und Stilmittel der zu seiner Zeit beliebten Metaphysischen Dichtung des englischen Barocks finden, ist er nicht eindeutig den sogenannten metaphysical poets zuzurechnen, da bei ihm die Moral einen deutlich höheren Stellenwert einnimmt als das innerliche, mystische Element. Mit den cavalier poets wie Edmund Waller verbindet ihn vor allem die königstreue Haltung.

### Divine Poems
Quarles’ erste Werke waren recht langatmige Nachdichtungen der biblischen Bücher Jona, Esther, Hiob, der Klagelieder Jeremias und des Hohelieds. Bereits in seiner ersten Dichtung von 1620, einer Paraphrase der Geschichte des Propheten Jona mit dem auf den ersten Blick makaber wirkenden, auf ein beliebtes Vanitas-Motiv verweisenden Titel A Feast for Wormes, verwendete er mit Metaphern, Bildern und allegorisch gedeuteter Mythologie dieselben Elemente, die auch seine späteren Werke bestimmten. Mit zahlreichen Anmerkungen und Zitaten antiker und christlicher Schriftsteller erörterte er dogmatische Fragen und diskutierte moralische Probleme wie beispielsweise, ob Jonas Aufforderung an die Seeleute, ihn über Bord zu werfen, als Selbstmord zu werten sei. Dabei stellte er nicht die Figur und das Schicksal des Propheten ins Zentrum, sondern Gottes Heilswillen gegenüber den bußfähigen Niniviten wie auch gegenüber den Lesern.
1630 brachte er die fünf ersten Gedichte in überarbeiteter Form in dem Sammelband Divine Poems heraus, den er 1632 um ein weiteres Gedicht zur Geschichte Simsons aus dem Buch der Richter erweiterte. Die Divine Poems erfreuten sich bis ins 18. Jahrhundert hinein großer Beliebtheit und wurden mehrmals nachgedruckt. Durch puritanische Auswanderer fanden sie auch in Neuengland Verbreitung.

### Versromanze

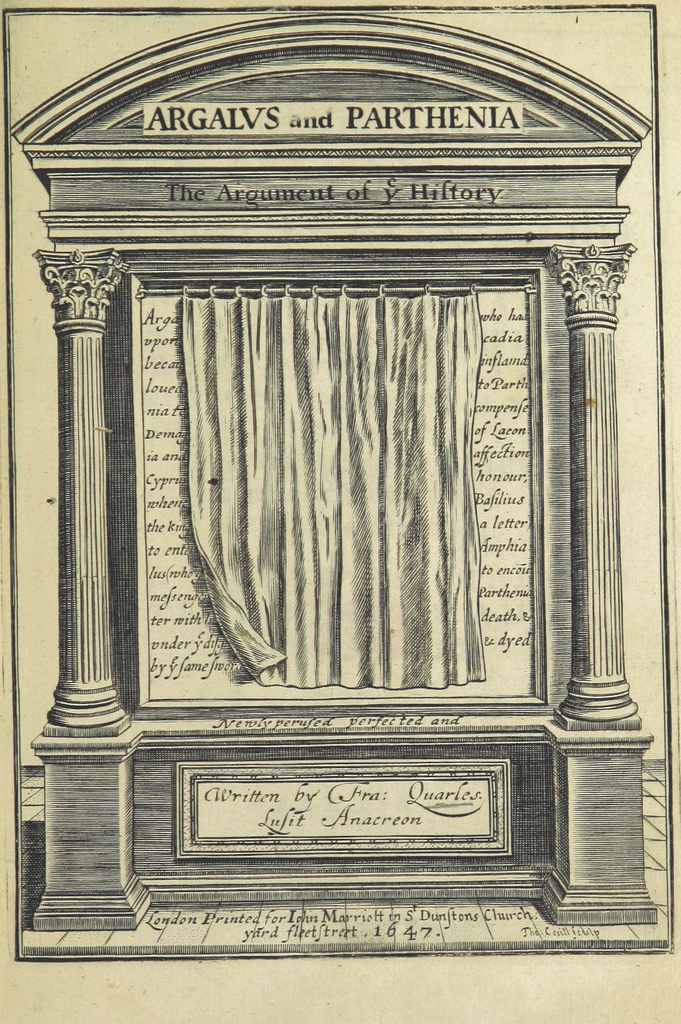
Titel der Ausgabe von Argalus and Parthenia von 1647

Mit der im mythischen Arkadien spielenden Versromanze Argalus and Parthenia veröffentlichte Quarles 1629 seine einzige weltliche Dichtung, eine Liebesgeschichte, in der er das beliebte Prosawerk Arcadia von Philip Sidney in Verse brachte. Wie die geistliche Dichtung war auch dieses Werk sehr erfolgreich und brachte es auf zwanzig Auflagen, ab der siebten Auflage 1656 sogar mit Illustrationen. Das auf dem Bibelvers Jes 40,6–8  beruhende Vanitasgedicht Like to the Damask Rose you see, das Quarles der Romanze anfügte, wurde von Edward Elgar vertont.
1659 verfasste sein Sohn John Quarles eine weniger erfolgreiche Fortsetzung. 

### DieShepheards Oracles
Zu den erst postum veröffentlichten Werken gehören die Shepheards Oracles, die wohl 1632 entstanden. Das in zehn Eklogen aufgeteilte Gedicht behandelt satirisch die kirchlich-politischen Gruppen und Sekten aus dem Standpunkt eines königstreuen Anglikaners. In der Verwendung der Pastoralallegorie zur kritischen Abbildung zeitgenössischer Missstände folgte Quarles der auf das altkirchliche Motiv des Guten Hirten zurückgehenden Tradition der Renaissance. Die allegorische Handlung aller Eklogen folgt demselben Muster: Ein treuer Hirte hütet seine Schafe, während diverse falsche Hirten versuchen, diese vom rechten Weg abzubringen, worüber sich Diskussionen entspinnen, in denen alle Parteien zu Wort kommen. Die einzelnen Typen der Verführer zeichnet Quarles mit bissiger Ironie.

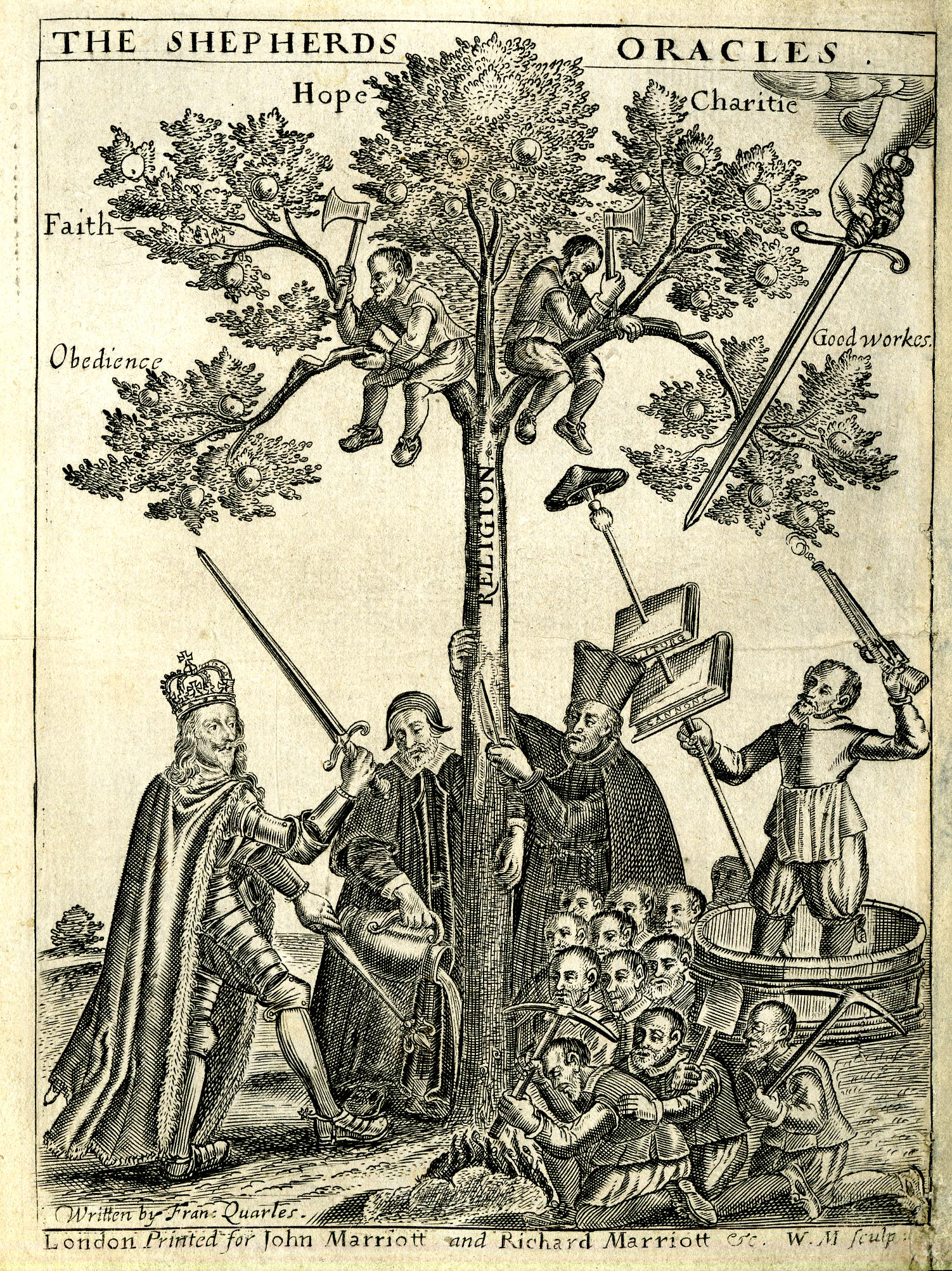
Titelkupfer der Shepheards Oracles (1646). Dargestellt ist der Baum der Religion, der vom König geschützt und von einem Vertreter der anglikanischen Kirche gewässert wird, während Katholiken und Sektierer ihn angreifen. Der bewaffnete Mann im Fass spießt Liturgie- und Gebetbuch und ein Barett als Symbol der Gelehrsamkeit auf.

Die Verleger John und Richard Marriot gaben das Werk 1646 heraus, versehen mit einer kurzen Einleitung, die über den Tod des Verfassers informierte, und einem Titelkupfer mit der Darstellung des von einem die katholische Kirche symbolisierenden Jesuiten und einer Schar sektiererischer Puritaner angegriffenen und von Staatskirche, König und Gott selbst verteidigten Baums der Religion. Phineas Fletcher, auf dessen Piscatory Eclogues Quarles in den Shepheards Oracles mehrfach Bezug nahm, steuerte das Vorwort bei.

### Epigramme
Mit Divine Fancies: Digested into Epigrammes, Meditations, and Observations wandte sich Quarles 1632 den zu seiner Zeit sehr beliebten epigrammatischen Kurzgedichten zu. Gewidmet war das Werk dem zweijährigen Prinzen, dem späteren König Karl II.
Inhaltlich reichte die Spannweite der insgesamt 419 kurzen Gedichte von satirischer Gesellschaftskritik zu Meditationen, in deren bild- und anspielungsreicher Sprache er die Embleme seines nächsten Werks in Worten vorausnahm. So beschrieb er den „Common-wealth“ als ein Musikinstrument, das der König spielt, wobei er an die als Notenbücher symbolisierten Gesetze gebunden sei. Und wie die Saiten eine feste Anordnung haben, ohne die kein Wohlklang möglich ist, so habe auch jeder Mensch seinen Platz im Leben. Aber auch Kritik an der Kirchenpolitik des Londoner Bischofs Laud, die den Ausverkauf kirchlichen Besitzes an Laien zur Folge hatte, und an übertriebener Frömmigkeitsdarstellung sowohl der Puritaner als auch besonders der unter der katholischen Königin Henrietta Maria von Frankreich geförderten Katholiken finden sich.

### Emblemes
Den großen Erfolg seiner Epigramme übertraf Quarles mit Emblemes Divine and Moral, das Karl Josef Höltgen als das „einzige wirklich erfolgreiche englische Emblembuch“ bezeichnet. Der möglicherweise schon auf 1634 zu datierenden Erstausgabe folgte bereits 1635 eine Zweitauflage.

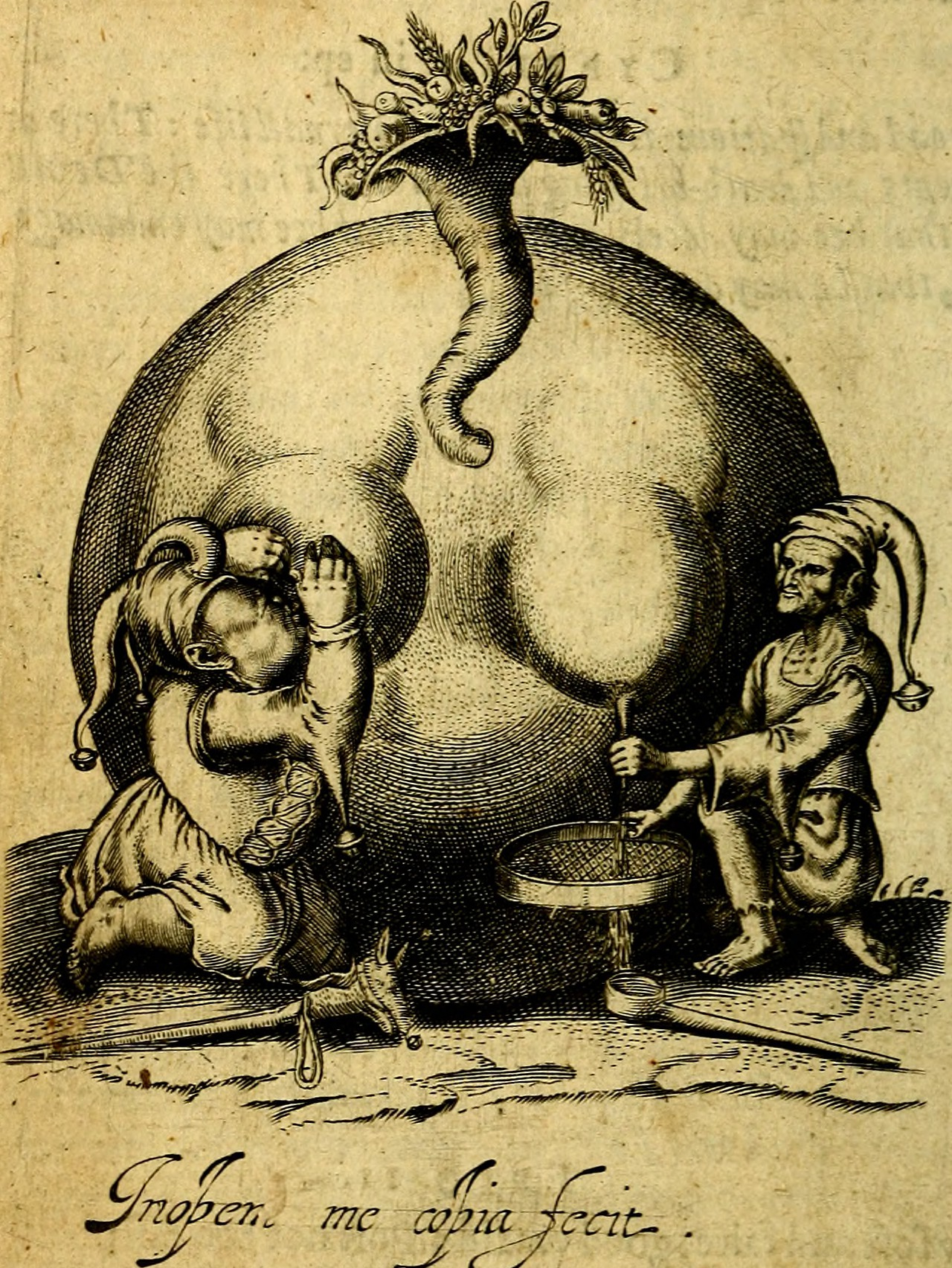
Aus Typus Mundi entnommenes Emblem mit Darstellung der Weltkugel, an der die als Narren dargestellten weltlich gesinnten Menschen saugen (Emblemes, 1635).

Die Embleme, größtenteils Werke des Kupferstechers William Marshall, entwickelte Quarles nicht selbst, sondern bediente sich dafür zweier nur wenige Jahre zuvor erschienener, von niederländischen Jesuiten in lateinischer Sprache verfasster Andachtsbücher. Die Darstellungen der ersten beiden von insgesamt fünf „Bücher“ genannten Abschnitte entstammen Typus Mundi, einem 1627 im Jesuiten-Kolleg in Antwerpen entstandenen Band mit Beiträgen der Rhetorik-Schüler, für die Philippe de Mallery die Abbildungen schuf. Für die drei weiteren Bücher kopierte Quarles die Embleme aus den Kupferstichen, die der aus Friesland stammende Boetius a Bolswert (1580–1633) für das erstmals 1624 erschienene Andachtsbuch Pia Desideria des flämischen Jesuiten Herman Hugo geschaffen hatte. Dieses Buch wurde nur wenige Jahre nach dem ersten Erscheinen in mehrere andere Sprachen übersetzt und erfreute sich bei katholischen wie evangelischen Lesern auf dem Festland großer Beliebtheit. Die erste englische Übersetzung von Hugos Pia Desideria erschien allerdings erst 1686 und erfuhr angesichts der Konkurrenz durch Quarles’ Emblemes keine große Verbreitung.
Die aus ursprünglich katholischen Andachtsbüchern entnommenen Embleme passte Quarles dem an, was er ausdrücken wollte. Beispielsweise ersetzte er die Figur des Adam im ersten, aus Typus Mundi entnommenen Emblem durch Eva, die bei ihm wie in der biblischen Geschichte vom Sündenfall das Gespräch mit der Schlange führt. Die die Embleme begleitenden Motti und Bibelverse sowie teilweise die erläuternden Zitate aus den Kirchenvätern übernahm er meist. Auch inhaltlich folgte er den Grundaussagen seiner Vorbildern, stellte aber anstelle der langen, predigtartigen lateinischen Texte ein mit zahlreichen mythologischen Anspielungen versehenes, deutlich kürzeres Gedicht und gab quasi als Zusammenfassung ein abschließendes Epigramm bei. Dabei verließ er gelegentlich den theologisch-moralischen Rahmen, um seine politische Ansicht einzubringen. So thematisiert das Epigramm zum ersten Emblem nicht allein den Sündenfall, sondern rechtfertigt zugleich die wenige Jahre zuvor stattgefundene Auflösung des ungehorsamen Parlaments durch den König:
Unluckie Parliament! Wherein, at last,

Both Houses are agreed, and firmely past

An Act of death, confirm’d by higher Powers:

O had it had but such successe as Ours.
In den drei von Hugo entnommenen Abschnitten wird der Weg der als kleines Mädchen dargestellten Anima, der menschlichen Seele, nachgezeichnet, die von der als Putto verbildlichten göttlichen Liebe durch die Versuchungen und Ängste des irdischen Lebens geführt wird. Dabei legt Quarles mehr Wert auf die moralischen Konsequenzen des frommen Lebens als auf die von Hugo betonte mystische Vereinigung mit Gott. In den Emblemen aus Typus Mundi steht die Weltkugel als Symbol des Irdischen, Vergänglichen im Zentrum, dargestellt als Reichsapfel, als Babyrassel oder als riesige säugende Brust.

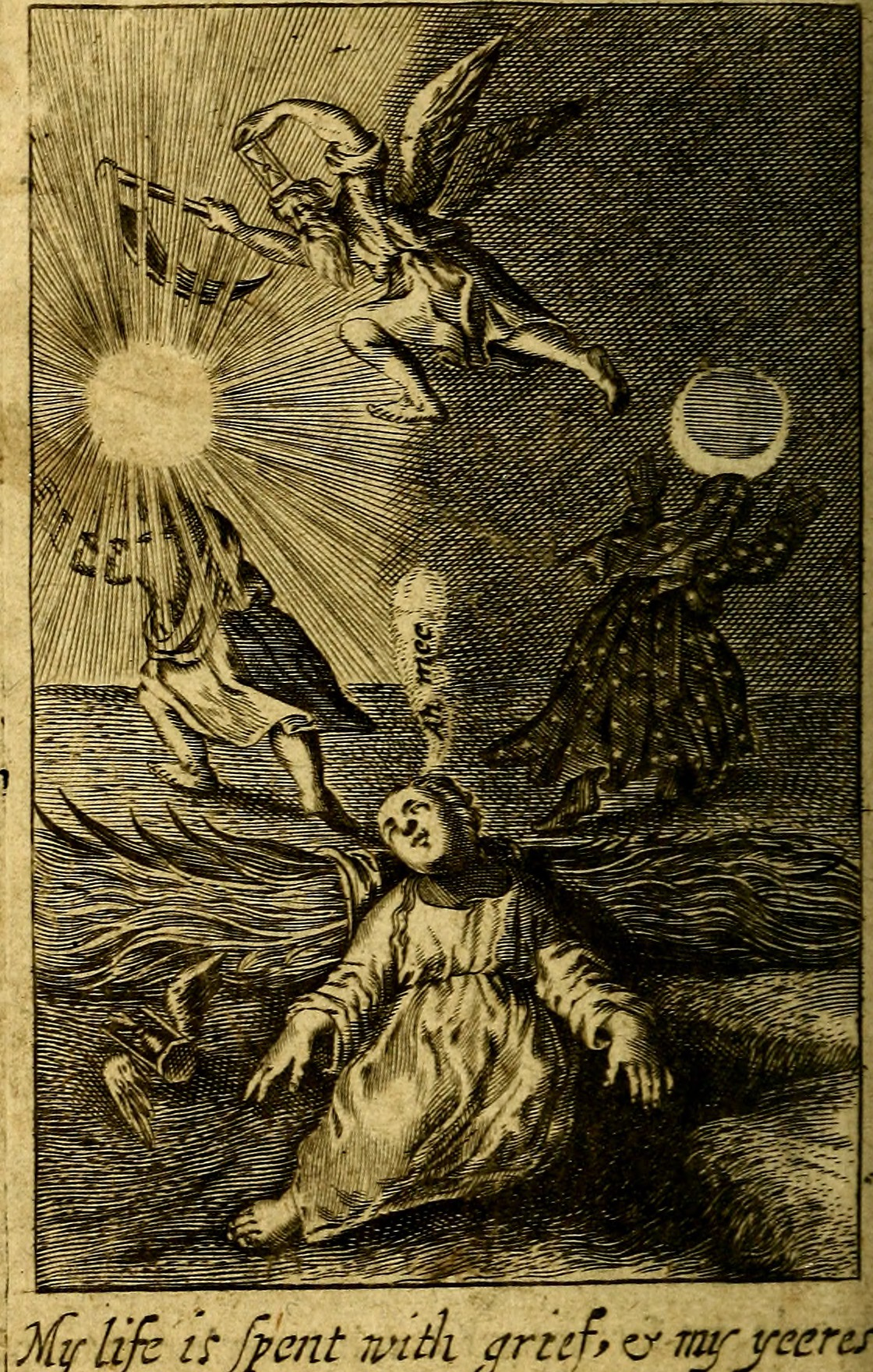
Von Hugo übernommenes Emblem mit der als Mädchen dargestellten Anima zwischen Symbolen der Vergänglichkeit (Emblemes, 1635).

Quarles widmete Emblemes seinem Freund Edward Benlowes, dem er den Hinweis auf die seinem Buch zugrundeliegenden Werke verdankte. Im Gegenzug verfasste Benlowes ein den beiden ersten Ausgaben vorangestelltes siebenhundert Zeilen langes lateinisches Loblied Quarlëis, in dem er einerseits Werk und Autor pries und andererseits dem König huldigte.

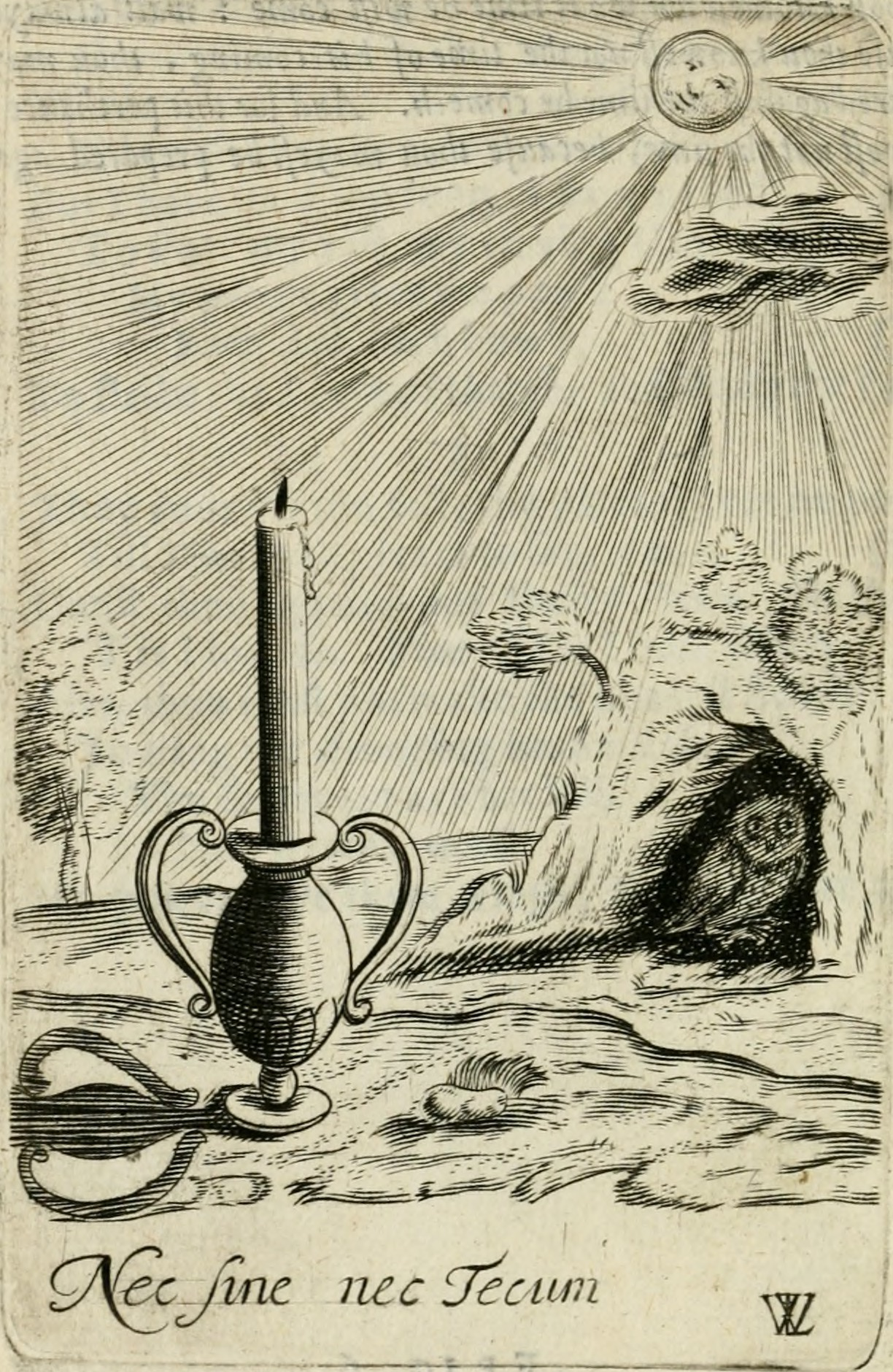
Emblem aus den Hieroglyphikes; nec sine nec tecum, weder ohne [dich], noch mit dir, besagt, dass die als Sonne dargestellte göttliche Macht vom menschlichen Wirken unabhängig ist.

Mit den fünfzehn Emblemen in Hieroglyphikes of the Life of Man verfasste Quarles 1638 eine Fortsetzung für sein erfolgreiches Werk. Das zentrale Bild ist hier eine auf einer Urne stehende Kerze, deren Niederbrennen den Ablauf des menschlichen Lebens symbolisiert. Alchemistische Symbole und die Tierkreiszeichen kennzeichnen die sieben Lebensalter. Daneben finden sich mythologische Elemente wie die Figur des Kairos und astronomische Geräte.
Nachdrucke der in einem Band zusammengefassten Emblemes und Hieroglyphikes erschienen mit fast unveränderten Emblemen bis ins 19. Jahrhundert hinein. Die Beliebtheit dieses Werkes zeigt sich nicht nur in den mehr als fünfzig Neuauflagen, sondern auch in der Übernahme der Embleme in die Alltagskunst. So wurden einzelne Embleme auf Grabsteinen in Großbritannien und Neuengland abgebildet und auch Wände in Wohnungen damit dekoriert wie in York, wo 1998 ein auf etwa 1660 datierter, vermutlich unvollständig erhaltener Wandfries mit sieben Szenen und Texten aus den Emblemes entdeckt wurde.

### Komödie
Quarles’ einziges dramatisches Werk, die vermutlich 1639/40 verfasste Komödie The Virgin Widow, vereint eine höfische Staatsaffäre mit amüsanten Nebenhandlungen. Die etwas verworrene Handlung dreht sich um die Liebe des Königs Evaldus zu Kettreena, der Ehefrau des Pertenax. Kettreena hatte sich, wie im ersten Akt dargestellt, vor ihrer Hochzeit mit Pertenax in den als Pilger verkleideten Evaldus verliebt und mit ihm Gelübde einer ewigen keuschen Liebe getauscht. Die eifersüchtige Königin Augusta will ihre Konkurrentin vergiften, doch Pertenax trinkt den angeblichen Heiltrank und stirbt. Augusta und ihre um das Erbe des Vaters konkurrierenden Zwillingssöhne sterben vor Entsetzen, als Apollos Orakel ein bisher ungeborenes Kind als Erben angibt. Kettreena erweist sich als die rechtmäßige Königin und heiratet Evaldus. Umrahmt wird diese höfische Haupthandlung durch humoristische Nebenhandlungen um Kettreenas Vater, den Arzt Dr. Artesio, seine Patientinnen und den Quacksalber Quack, der seine wohlhabenden Patienten tötet, ehe sie ihm genug eingebracht haben.
Meist wird das Drama allegorisch gedeutet, was beispielsweise Höltgen bereits im Titel angedeutet sieht: Die jungfräuliche Witwe war ein traditioneller Begriff für die Kirche, die bei Christi Himmelfahrt auf der Erde zurückgelassene „Braut Christi“. Dabei symbolisiert Evaldus Christus, Kettreena, deren Name Katharina traditionell auf altgriechisch καθαρός katharós, deutsch ‚rein‘ zurückgeführt wird, die Kirche und der unbeherrschte Pertenax die „Begierden der Welt“. Somit soll vermittelt werden, wie die vorübergehend den radikalen Puritanern verfallene englische Kirche zum König als ihrem rechtmäßigen Oberhaupt zurückfindet. Deutlich wird dies laut Höltgen besonders in der Erweiterung von 1641, in der Quarles auf aktuelle kirchenpolitische Ereignisse anspielt, nämlich die Verhaftung des durch „Dr. Artesio“ verkörperten Bischofs Laud durch das Lange Parlament. Hier ist Kettreena die wahre Königin, die Artesio durch seine eigene Tochter Augusta ausgetauscht hat. Artesio und Augusta, die falsche Königin, stehen für die katholisierenden Tendenzen, die Laud im Sinne der Königin Henrietta Maria in der anglikanischen Kirche durchsetzen wollte. Auch die um mehr oder weniger erfolgreiche ärztliche Behandlungen kreisenden Nebenhandlungen sind allegorisch besetzt: Mit der Metapher „Krankheit“ werden Missstände in der Kirche und deren verhängnisvolle Behandlung durch die falschen „Ärzte“ dargestellt.
The Virgin Widow wurde höchstens einmal bei einer Privatvorstellung im Hause Barrington aufgeführt. Im Druck erschien das Werk erst nach dem Tod des Verfassers 1649.

### Aphorismen
Um 1640 wählte Quarles wieder eine neue Textform, den Aphorismus. Dabei kommt besonders seinem ersten Prosawerk Enchyridion (altgriechisch ἐγχειρίδιον encheirídion, deutsch ‚Handbuch‘) eine bedeutende Rolle in der englischen Literaturgeschichte zu. Mit dem Titel stellte er sich in die Tradition der Weisheitsliteratur von der Antike (Epiktet) über Erasmus von Rotterdam bis zu Blaise Pascal. Während die Usshers Tochter gewidmete Erstauflage von 1640 sich weitgehend auf allgemeine Lebensregeln beschränkt, war die 1641 erschienene Neuauflage um einen politischen Teil mit Bezügen auf die aktuellen Zeitgeschehnisse erweitert. Seine Kritik an den Auseinandersetzungen zwischen König und Langem Parlament umschrieb er mit Metaphern wie Krankheit, die er auch in The Virgin Widow und seinen politischen Pamphleten verwendete. Besonders für die politischen Texte bediente er sich bis in den Wortlaut hinein älterer Texte wie beispielsweise Francis Bacons Essays, die 1632 neu herausgegeben worden waren, oder Machiavellis 1640 ins Englische übersetzten Fürst. Quarles selbst verwendete einen großen Teil der politischen Aphorismen aus dem Enchyridion im folgenden Jahr in Observations concerning Princes and States upon Peace and Warre wieder.
Das Enchyridion war bis ins 19. Jahrhundert sehr beliebt und wurde auch ins Niederländische, Dänische, Schwedische und Deutsche übersetzt.

### Barnabas und Boanerges
Zu den nach Quarles’ Tod herausgegebenen Werken gehört das Prosawerk Barnabas and Boanerges. Es war eins der Manuskripte, die die Verleger Royston und Lowndes für sich beanspruchten. Daher erschienen noch im Sterbejahr des Verfassers 1644 zwei miteinander konkurrierende Ausgaben des zweiten Teils, eine von Lowndes und eine von Ursula Quarles veröffentlicht. Nachdem Ursula Quarles einen Prozess gegen die beiden Drucker verloren hatte, erschien 1646 der erste Teil bei Lowndes und Royston und 1651 die Gesamtausgabe bei Royston allein.
Das Buch enthält Meditationen in Form von Selbstgesprächen verschiedener Charaktere zwischen den Versuchungen der Welt und der zur Umkehr aufrufenden göttlichen Gnade. Dabei werden im ersten Teil die sozialen und geistlichen Folgen der Laster behandelt, während im zweiten Teil eher die Bedrängten und Angefochtenen zu Wort kommen. Zu den teilweise satirisch überzeichneten, aber durchweg lebendig und glaubhaft Porträtierten gehören der frühkapitalistische Ausbeuter, der Trinker und der heuchlerische Frömmler ebenso wie der Verfolgte. Bei letzterem Beispiel zeigt Quarles deutlich, dass er sich „als verfolgter Anglikaner und Royalist in einer die Parteigrenzen übersteigenden Solidarität des Leidens mit dem aufrichtigen, verfolgten Puritaner“ sah. Auch Barnabas and Boanerges erreichte bis ins 19. Jahrhundert hinein zwanzig Auflagen und wurde auch in mehrere andere Sprachen übersetzt.

## Rezeption
Zu Lebzeiten galt Quarles als der englische Orpheus. Seine Werke, gelobt beispielsweise von Richard Baxter 1681 als gelungene Kombination von „competent Wit with Piety“, bedienten den Zeitgeschmack und erzielten mehr Auflagen und damit weitere Verbreitung als die seiner Zeitgenossen wie etwa John Milton. Besonders beliebt waren die Emblemes mit insgesamt fast sechzig Auflagen und das Enchyridion, das auch in andere Sprachen übersetzt wurde. Eine Zusammenstellung von Quarles’ Aphorismen erschien 1650 unter dem Namen des späteren Königs Jakob II. als Regales aphorismi.
Bereits in der zweiten Hälfte des 17. Jahrhunderts wurde Quarles allerdings auch als „darling of our plebeian judgments“, also als Liebling der Ungebildeten bezeichnet. Wenn aus diesem Urteil von Miltons Neffen Edward Phillips zunächst vor allem Neid auf die größere Popularität sprach, so wurde in den kommenden Jahrzehnten daraus eine Geringschätzung von Quarles’ zumeist im traditionell religiösen Umfeld lokalisierten Leserschaft und damit auch seines Werks. Damit teilte er das Schicksal etlicher seiner Zeitgenossen, besonders der metaphysical poets, dass seine Werke im Zuge der aufkommenden Aufklärung als altmodisch und geschmacklos galten. Dazu kam, dass seine politischen Anliegen mit der Restauration der absoluten Monarchie durch Karl II. 1660 obsolet geworden waren. Trotzdem waren einige seiner Schriften bis weit ins 19. Jahrhundert hinein als Erbauungsliteratur beliebt. So wurden mehr als dreißig der fast sechzig Auflagen der Emblemes erst nach 1800 gedruckt. Die Kupferstiche der Emblemes wurden bei der letzten Auflage 1861 dem Geschmack des Viktorianischen Zeitalters angepasst.

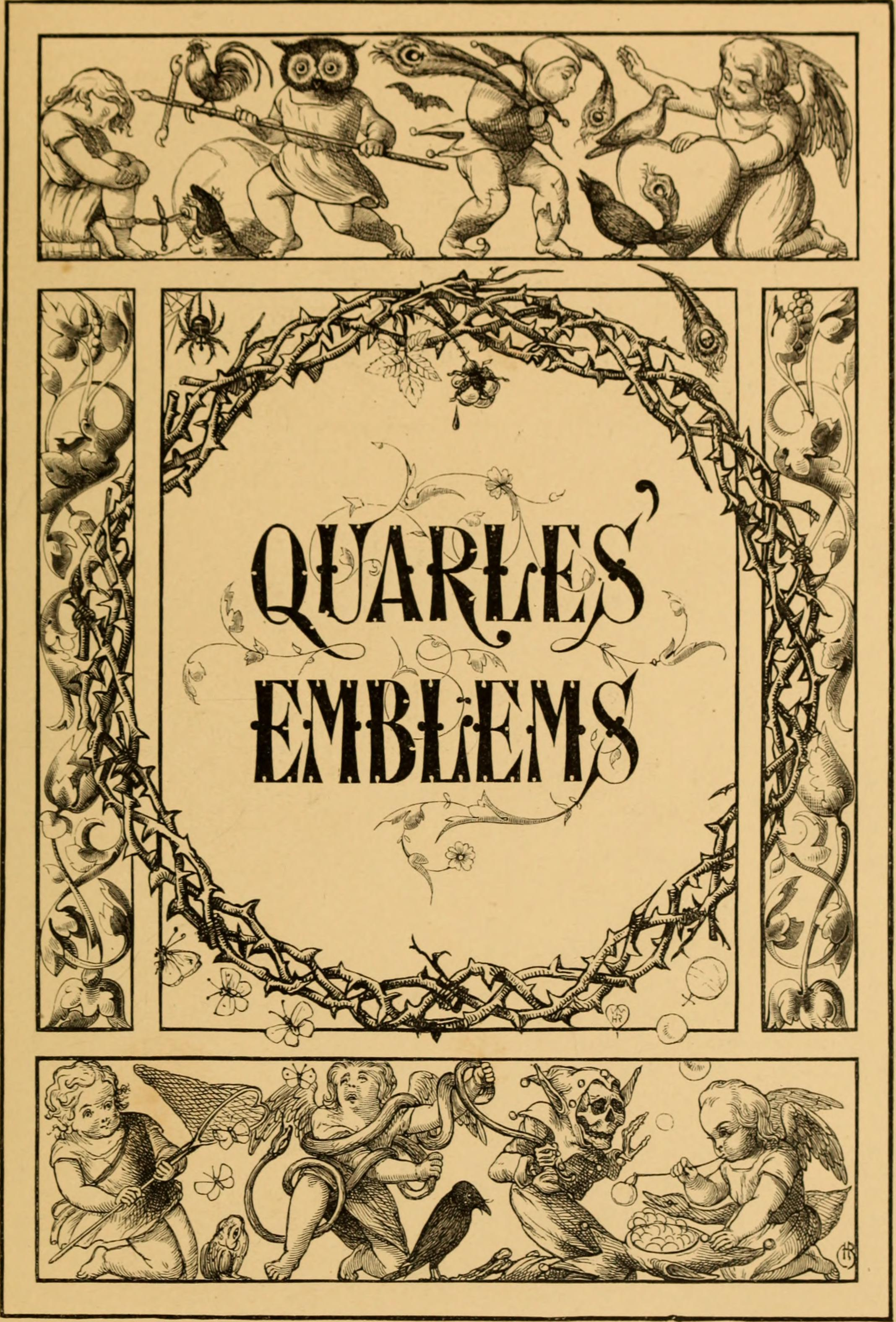
Titelblatt der Neuausgabe der Emblems von 1861 mit stilistisch erneuerten Emblemen

Die einzige Gesamtausgabe von Quarles’ Werken erstellte der schottische Geistliche Alexander Balloch Grosart 1880/81. Zwar sind einige wissenschaftliche Ausgaben von Einzelwerken erschienen, doch ist Grosarts dreibändiger Privatdruck nach wie vor die einzige Edition des Gesamtwerks. In der ersten Hälfte der 20. Jahrhunderts erschienen einige Veröffentlichungen zu Quarles, darunter eine Bibliographie seiner Werke um 1800, vor allem aber Artikel zu Aspekten von Einzelwerken. Die erste Monographie über Quarles’ Leben und Werk verfasste 1966 mit Francis Quarles, a Study of His Life and Poetry Masoodul Hasan von der Aligarh Muslim University. Karl Josef Höltgen veröffentlichte 1978 mit Francis Quarles 1592–1644. Meditativer Dichter, Emblematiker, Royalist. Eine biographische und kritische Studie die bisher einzige deutschsprachige Monographie.

## Werke (Auswahl)
In Klammern ist jeweils das Jahr der Erstausgabe angegeben:
- A Feast for Wormes. Set forth in a Poeme of the History of Jonah (1620)[58]
- Job Militant, with Meditations Divine and Moral (1624)[58]
- Sions Elegies, wept by Jeremie the Prophet[58]
- Sions Sonets sung by Solomon the King[58]
- Alphabet of Elegies upon … Dr Aylmer (1625)
- Argalus and Parthenia. The argument of ye history (1629)[59]
- Divine Poems (1630)
- The Historic of Samson (1631)[58]
- Divine Fancies digested into Epigrams, Meditations and Observations (1632)[58]
- Alphabet of Elegies as Divine Poems (1633)
- Emblemes (1635)[60][61]
- Hieroglyphikes of the Life of Man (1638)
- Memorials Upon the Death of Sir Robert Quarles, Knight (1639); zu Ehren seines Bruders
- Enchyridion, containing Institutions Divine and Moral (1640–41)
- Observations concerning Princes and States upon Peace and Warre (1642)
- The Loyal Convert, The Whipper Whipt, und The New Distemper (1644)
- Barnabas and Boanerges, Judgement and Mercy: Or, Wine and Oyle for afflicted soules poured forth & applied in consolatory [brace] promises, prayers, and soliloquies (Gesamtausgabe 1651, Einzeldrucke der beiden Teile 1644 und 1646)
- Solomons recantation, entituled Ecclesiastes paraphrased with a soliloquie or meditation upon every chapter: very seasonable and useful for these times (1645)[58]
- Shepheards Oracles delivered in certain eglogues (1646)[62]
- Hosanna, or, Divine poems on the passion of Christ (1647)[63]
- The Virgin Widow (1649)

## Beispiel
| Delight In God Only (Freude nur an Gott) I love the earth – she is my Maker’s creature, She is my mother for she gave me birth. She is my tender nurse – she gives me food. But what is a creature, Lord, compared with Thee? Or what is my mother or my nurse to me? I love the air – her dainty sweets refresh My drooping soul and to new sweets invite me. But what is the air or all the sweets that she Can bless my soul withal, compared to Thee? I love the sea – she is my fellow-creature, My careful purveyor – she provides me store. She walls me round, she makes my diet greater, She wafts my treasure from a foreign shore. But, Lord of oceans, when compared with Thee, What is the ocean or her wealth to me? To heaven’s high city I direct my journey, Whose spangled suburbs entertain mine eye. Mine eye, by contemplation’s great attorney, Transcends the crystal pavement of the sky. But what is heaven, great God, compared to Thee? Without Thy presence – heaven is no heaven to me. | Without Thy presence – the earth gives no reflection. Without Thy presence – the sea affords no treasure. Without Thy presence – the air is a rank infection. Without Thy presence – the heaven is itself no pleasure. If not possessed, if not enjoyed in Thee, What is earth or sea or air or heaven to me? Without Thy presence – wealth is bags of cares, Wisdom – but folly, joy – disquiet, sadness. Friendship is treason and delights are snares, Pleasures – but pain and mirth – pleasing madness. Without Thee, Lord, things be not what they be, Nor have their being when compared with Thee. In having all things and not Thee – what have I? Not having Thee – what have my labours got? Let me enjoy but Thee – what further crave I? And having Thee alone – what have I not? I wish nor sea, nor land, nor would I be Possessed of heaven, [if] heaven [is] unpossessed of Thee! |  |

(Aus dem Gedicht Delight In God Only („Freude nur an Gott“))

### Werkausgaben
- Frances Quarles: The Complete Works in Prose and Verse. Hrsg.: Alexander Balloch Grosart. Band 1, 1880 (google.de). Bd. 2; Bd. 3.
- Francis Quarles: Argalus and Parthenia. Herausgegeben, mit einer Einleitung und Kommentar versehen von David Freeman (= Renaissance English Text and Society Series). Folger Shakespeare Library, London 1989.
- William T. Liston (Hrsg.): Francis Quarles’ Divine Fancies. A Critical Edition. Garland, New York 1992 (google.de).
- Francis Quarles: Emblemes (1635) and Hieroglyphikes of the Life of Man (1638). Hrsg.: Karl Josef Höltgen und John Holten. Georg Olms, Hildesheim / Zürich / New York 1993 (google.de).

### Sekundärliteratur
- Eleanor James: The Imagery of Francis Quarles’ "Emblems". In: Studies in English. Band 23, 1943, S. 26–49.
- John Horden: Francis Quarles, 1592–1644: A Bibliography of His Works to the Year 1800 (= Publications of the Oxford Bibliographical Society. Zweite Folge, Band 2). Oxford University Press, Oxford 1953.
- Masood-ul Hasan: Francis Quarles, a Study of His Life and Poetry. Diss., University of Liverpool, 1964. Aligarh Muslim University, Aligarh 1966.
- Karl Josef Höltgen: Francis Quarles 1592–1644. Meditativer Dichter, Emblematiker, Royalist. Eine biographische und kritische Studie (= Anglia, Zeitschrift für englische Philologie. Band 19). Tübingen 1978.
- Robert Wilcher: Francis Quarles and the Crisis of Royalism. In: Critical Survey. Band 5, 1993, S. 252–262.
- Elizabeth K. Hill: Quarles as Dramatist. In: Comparative Drama. 1995, S. 168–182.
- Pauline Reid: Image and Illusion in Francis Quarles’s Emblems and Pamphlets: Duplication, Duality, Duplicity. In: Reading by Design. The Visual Interfaces of the English Renaissance Book. Toronto 2019, Kap. 4, S. 159–195.